# Popis hrvatskih veleposlanika u Kabo Verdeu
Republika Hrvatska i Republika Kabo Verde održavaju diplomatske odnose od 19. kolovoza 1994. Sjedište veleposlanstva je u Lisabonu.

## Veleposlanici
Hrvatska nema rezidentno veleposlanstvo u Kabo Verdeu. Veleposlanstvo Republike Hrvatske u Portugalskoj Republici pokriva Angolu, Gvineju Bisau, Kabo Verde i Sveti Toma i Prinsipe.
| Veleposlanik   | Postavljenje        | Opoziv             | Sjedište |
| -------------- | ------------------- | ------------------ | -------- |
| Marko Žaja     | 1. ožujka 1995.     | 1. rujna 1998.     | Lisabon  |
| Darko Bekić    | 25. lipnja 1999.    | 15. prosinca 2002. | Lisabon  |
| Želimir Brala  | 22. prosinca 2003.  | 30. lipnja 2007.   | Lisabon  |
| Željko Vukosav | 31. listopada 2007. | 31. prosinca 2012. | Lisabon  |
| Ivica Maričić  | 5. svibnja 2014.    |                    | Lisabon  |

## Vanjske poveznice
- Kabo Verde na stranici MVEP-a